# Otto Schünemann
Otto Schünemann (6 de octubre de 1891 - 29 de junio de 1944) fue un general alemán durante la II Guerra Mundial. Fue condecorado con la Cruz de Caballero de la Cruz de Hierro con Hojas de Roble. Schünemann murió el 29 de junio de 1944 cerca de Mogilev en Bielorrusia durante la ofensiva soviética de verano de 1944, la Operación Bagration, por un ataque aéreo soviético en la carretera entre Belynitschi-Beresino.

## Condecoraciones
- Broche de la Cruz de Hierro (1939) 2ª Clase (28 de mayo de 1940) & 1ª Clase (18 de junio de 1940)[2]
- Cruz Alemana en Oro el 11 de febrero de 1943 como Generalmajor y comandante de la 337. Infanterie-Division[3]
- Cruz de Caballero de la Cruz de Hierro con hojas de roble
  - Cruz de Caballero el 20 de diciembre de 1941 como Oberst y comandante del Infanterie-Regiment 184[4]
  - Hojas de Roble el 28 de noviembre de 1943 como Generalleutnant y comandante de la 337. Infanterie-Division[5]